# Perdiz-elegante
Perdiz-elegante, codorniz-elegante ou colim-elegante (Callipepla douglasii) é uma espécie de ave da família Odontophoridae.
Pode ser encontrada nos seguintes países: México e Estados Unidos da América.
Os seus habitats naturais são: florestas secas tropicais ou subtropicais e matagal árido tropical ou subtropical.